# Мадхя Прадеш
Мадхя Прадеш (на хинди: मध्य प्रदेश, „Средната земя“; на английски: Madhya Pradesh, също Мадхия Прадеш), често наричан „сърцето на Индия“, е щат в централна Индия. Столицата му е Бопал. Мадхя Прадеш е най-големият щат на Индия до 1 ноември 2000 г., когато от него е отделен новият щат Чхатисгарх. Щатът граничи с Гуджарат на запад, Раджастан на северозапад, Утар Прадеш на североизток, Чхатисгарх на изток и Махаращра на юг.

## История
Град Уджайн става голям център при втората вълна на индийска урбанизация през 6 век пр.н.е. и става столица на царството Малва. Чандрагупта Мауря обединява Северна Индия през 320 г. пр.н.е. основавайки Маурийската империя (321 – 185), която включва днешна Мадхя Прадеш. Съпругата на император Ашока е от Видиша, град на север от Бопал. След смъртта на Ашока Маурийската империя запада. Уджайн става основният търговски център на западна Индия през 1 век пр.н.е. Той също става важен индуистки и будистки център. От 1 до 3 век н.е. територията на Мадхя Прадеш е оспорвана от династията Сатавахана от северната част на платото Декан и династията Сака. Северна Индия е завладяна от империята Гупта през 4 – 5 век, епоха наречена класическа.
Нападенията на белите хуни унищожават империята Гупта и Индия се разпада на малки държави. Царят на Малва Ясодхарман побеждава хуните през 528 г. и спира експанзията им. Цар Харша от Танесар отново обединява Северна Индия няколко десетилетия преди смъртта си през 647 г. Царят на Парамара Бходж (1010 – 1060) е многостранен учен и плодовит писател. Чанделите основават гр. Кхаджурахо между 950 и 1050 г. Северна Мадхя Прадеш е завладяна от мюсюлманския Делхийски султанат през 13 век. След разпадането на Делхийския султанат през 14 век възникват независимите царство Гвалиор и султаната Малва, който е завладян от Гуджаратския султанат през 1531 г.
По-голямата част от Мадхя Прадеш става част от империята на могулите при царуването на император Акбар (1556 – 1605). След смъртта на император Аурангзеб (1707) могулският контрол отслабва. Между 1720 и 1760 маратите установяват контрол над повечето територия на щата и създават полуавтономни княжества. Британците разширяват влиянието си от трите си бази в Бомбай, Бенгал и Мадрас и между 1775 и 1818 г. се водят три англо-маратски войни. Повечето от Мадхя Прадеш влиза в състава на Британската империя под формата на княжества, управлявани от Централноиндийската агенция.
Щатът Мадхя Прадеш е създаден през 1950 г. от бившите Британски централни провинции и Берар и княжествата Макрай и Чхатисгарх, със столица Нагпур. През 1956 г. към щата са присъединени щатите Мадхя Бхарат, Виндхя Прадеш и Бопал, а южният район Видарбха, с говорещи предимно на маратски жители е отстъпен на щата Бомбай. През ноември 2000 г. югоизточната част на щата е отцепена от индийското правителство и образува новия щат Чхатисгарх.
На 3 декември 1984 г. завод на американската компания Юниън Карбайд в Бхопал изпуска 40 тона метил изоцианат, убивайки 3800 души а няколко хиляди получават трайни увреждания. 

## География
Мадхя Прадеш на хинди означава Средната земя и се намира в географското сърце на Индия. Река Нармада и планинските вериги Виндхя и Сатпура са традиционната граница между Северна и Южна Индия. Три от големите реки на Индия – Нармада, Маханади и Сон – извират от майкалските хълмове около Амаркантак.
Мадхя Прадеш има субтропичен климат, и както по-голямата част от Северна Индия, има горещо и сух лято (април-юни), следвано от мусонните дъждове (юли-септември) и студена и сравнително суха зима. Средният валеж е 450 мм. Горите в МП са на територия 95 221 km², 31% от територията на щата и съставляват 12,4% от горите в Индия.

## Правителство и политика
Мадхя Прадеш има законодателно събрание с 230 места и изпраща 40 депутати в долната камара на индийския парламент (Лок Сабха) и 11 в горната (Раджя Сабха).
Основните партии в щата са Партията Бхаратия Джаната и Индийският национален конгрес. На изборите през 2003 г. ПБД печели 173 места, побеждавайки управляващия ИНК, който печели само 38. На индийските парламентарни избори през 2004 г. ПБД печели 25 места, а ИНК останалите 4.

## Икономика
Брутният вътрешен продукт на Мадхя Прадеш за 2004 г. е оценен на $32 млрд. Само една компания от индекса S&P CNX 500 е базирана в щата, Ручи соева промишленост (брутен приход за 2005 г. 49 661 000 индийски рупии). Кооперацията Виндхя Хърбълс произвежда аюрведически, билкови и плодови продукти, важна част от селското стопанство в щата.

## Демография
Мнозинството от жителите на Северна Мадхя Прадеш са индо-арийци. В южна и източна Мадхя Прадеш живеят много племена (20,27% от общото население). Според преброяването от 2000 г. 91,1% са индуисти, 6,4% мюсюлмани, 0,9% джайни, 0,3% християни, 0,3% будисти, 0,2% сикхи. Основният език е хинди.

## Културно наследство
Будистки и индуистки свещени места в Кхаджурахо са обявени от ЮНЕСКО за част от Световното наследство.

## Статистика
- Основан: 1 ноември 1956 г.

- Територия: 308 144 km²

- Столица: Бопал

- Най-голям град: Индор

- Окръзи: 48

- Население: 60 385 118 (на седмо място; гъстота на населението: 196 души/km²

- Законодателно събрание (места): еднокамерно (230)